# W podróży (album)
W podróży – piąty album Urszuli Sipińskiej, wydany w 1981 roku.

## Lista utworów
Strona A:
1. "Znowu jestem dziś w podróży" - 3:20
2. "Są takie dni w tygodniu" - 3:50
3. "Przepis na bezsenność" - 3:30
4. "Pamiętam nas" - 4:45
5. "Najcichsza pani" - 3:50

Strona B:
1. "Chcę wyjechać na wieś" - 3:25
2. "Komiksowy świat" - 3:25
3. "Dom był zawsze pełen gości" - 2:50
4. "Trochę żal szalonych lat" - 3:15
5. "Muzyk, muzyk" - 2:50
6. "Zabawny pomysł" - 3:10